# Широка (притока Гайчул)
Широ́ка (рос. Б. Широкая) — балка (річка) в Україні у Пологівському районі Запорізької області. Ліва притока Гайчул (басейн Дніпра).

## Опис
Довжина балки приблизно 16,09 км, найкоротша відстань між витоком і гирлом — 13,05 км, коефіцієнт звивистості річки — 1,23. Формується багатьма балками та загатами. На деяких ділянках балка пересихає.

## Розташування
Бере початок у селі Балочки. Спочатку тече на північний захід, потім на північний схід і біля села Межиріч впадає у річку Гайчул, ліву притоку Вовчої.

## Цікаві факти
- У XIX столітті над балкою існувало багато колоній та декілька курганів (могил)[1].